# Kamienica z Atlantami w Krakowie
Kamienica z Atlantami – zabytkowa kamienica znajdująca się w Krakowie, w dzielnicy I Stare Miasto przy ulicy Pijarskiej 3, na Starym Mieście.

## Historia
Parcela pod budowę kamienicy została wydzielona z gruntu miejskiego, na którym do końca XVIII wieku znajdowały się murowane budynki przemysłowe mieszczące m.in. szmelcownię i słodownię. Budynek wzniesiono w latach 1892–1894 według projektu Władysława Kaczmarskiego. Budowę kamienicy rozpoczął sam architekt z przeznaczeniem na dom własny, jednak już w 1893 odsprzedał ją I. Plesnerowi.
Kamienica została wpisana do gminnej ewidencji zabytków. 20 lipca 2020 kamienica z oficyną została pisana do rejestru zabytków pod nr  A-1555/M.

## Architektura
Kamienica posiada cztery kondygnacje. Reprezentuje ona styl eklektyczny z przewagą neobaroku. Pięcioosiowa fasada została podzielona wertykalnie czterema jońskimi półkolumnami w wielkim porządku, dźwiganymi przez pełnoplastyczne figury atlantów. Elewacja parteru została obłożona boniowaną, kamienną okładziną. Okna parteru i trzeciego piętra zostały zwieńczone półkoliście, zaś pierwszego i drugiego piętra – prostokątnie. Ponadto okna pierwszego piętra ozdobiono gzymsami i tralkami. Drugie i trzecie piętro zostały oddzielone gzymsem. Budynek wieńczy attyka z gzymsem koronującym.
W sieni kamienicy, na sklepieniu, znajdują się malowidła pompejańskie.

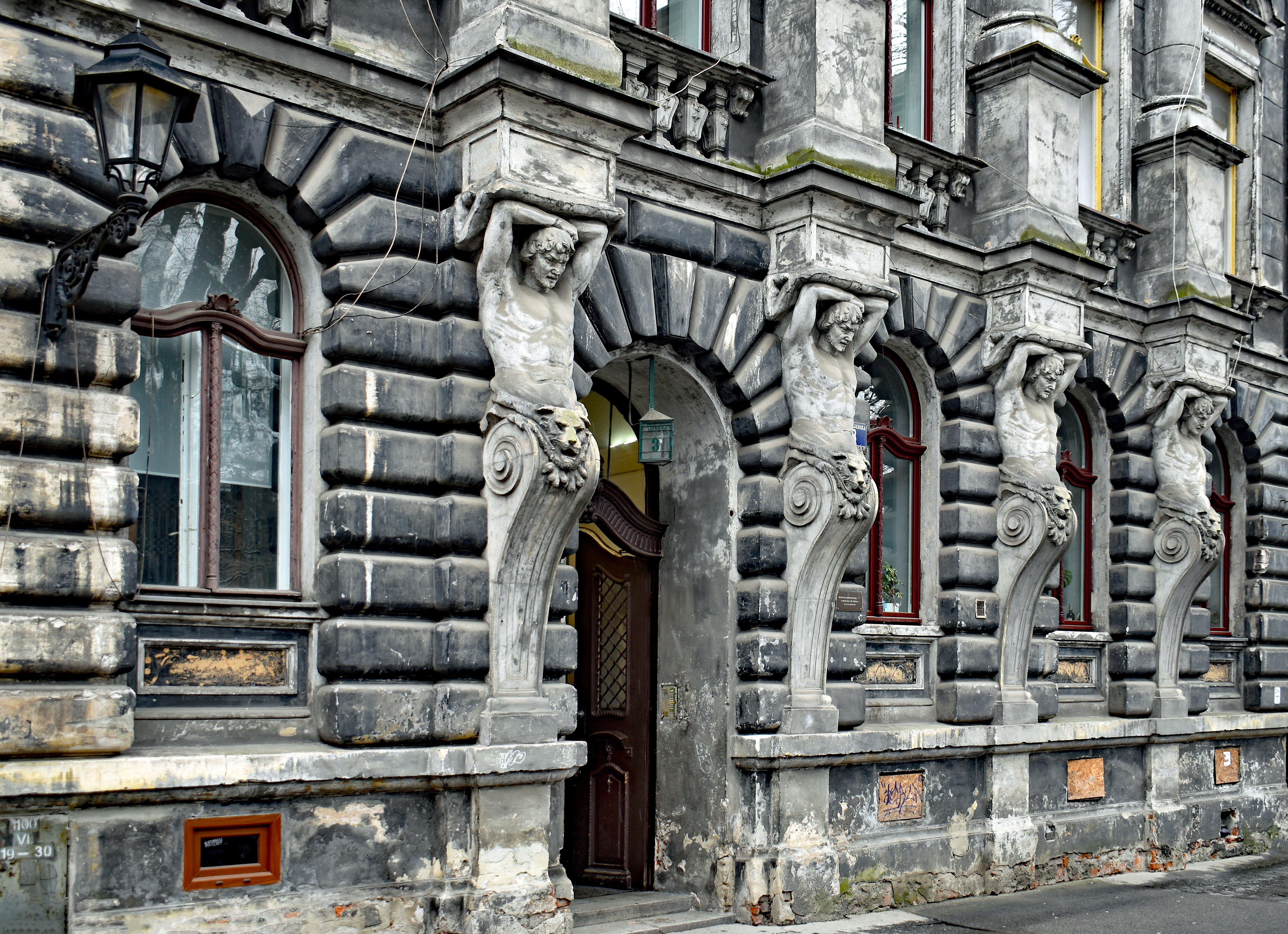
Hermy (atlanci).
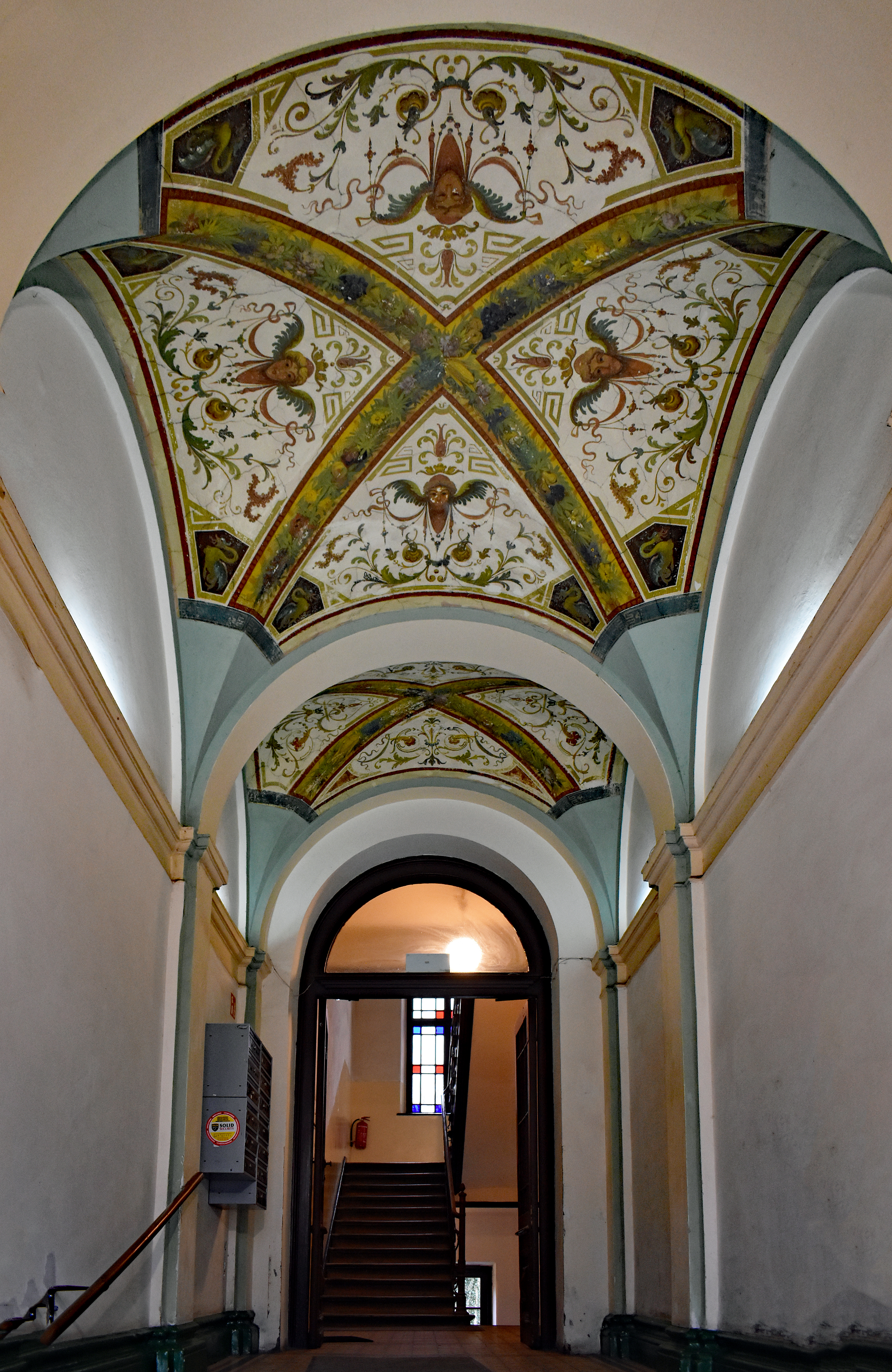
Sień kamienicy.